# 圣尼古拉拉沙佩勒 (奥布省)
圣尼古拉拉沙佩勒（法語：Saint-Nicolas-la-Chapelle，法語發音：[sɛ̃ nikɔla la ʃapɛl]）是法国奥布省的一个市镇，位于该省西北部，属于塞纳河畔诺让区。该市镇的总面积为11,54平方公里，2009年时的人口为66人。

## 人口
圣尼古拉拉沙佩勒人口变化图示
| 数据来源：INSEE |